# Julius Nieuwland
Julius Aloysius (Artur) Nieuwland (ur. 14 lutego 1878, zm. 11 czerwca 1936) – ksiądz katolicki pochodzenia belgijskiego, profesor chemii i botaniki na Uniwersytecie Notre Dame w hrabstwie St. Joseph, w stanie Indiana, USA. Znany ze swoich badań nad acetylenem i z wykorzystania go jako substratu do wytworzenia rodzaju gumy syntetycznej, która stała się podstawą wynalazku neoprenu firmy DuPont.

## Życiorys
Rodzice Nieuwlanda opuścili Hansbeke w Belgii w 1880 r. i osiedlili się w South Bend w stanie Indiana. Młody Nieuwland studiował łacinę i grekę na pobliskim prywatnym katolickim Uniwersytecie Notre Dame, otrzymując tytuł licencjata w 1899 r. Następnie studiował chemię i botanikę na prywatnym Katolickim Uniwersytecie Amerykańskim w Waszyngtonie. W 1903 r. został wyświęcony na księdza. W czasie przygotowywania pracy doktorskiej zajmował się właściwościami acetylenu, odkrywając luizyt. Z uwagi jednak na jego potencjalne zastosowanie jako truciznę, zaniechał dalszych badań nad nim.
Po uzyskaniu doktoratu w 1904 r. powrócił do Notre Dame i pracował tam jako profesor botaniki do 1918 r., a następnie był profesorem chemii organicznej do 1936 r. W 1920 r. przeprowadził polimeryzację acetylenu do diwinyloacetylenu. Elmer Bolton dyrektor badań w DuPont wykorzystał te badania w swoich pracach nad uzyskaniem neoprenu.
Otrzymany ok. roku 1904 przez chemika-księdza i opisany przez niego w pracy doktorskiej dotyczącej reakcji acetylenu z chlorkiem arsenu(III) chloroarsenoorganiczny związek był obiektem zainteresowania i badań armii niemieckiej i amerykańskiej. Nazwa luizyt pochodzi od nazwiska amerykańskiego żołnierza-chemika, płk. Winforda Lee Lewisa, który dotarł do pracy naukowej Nieuwlanda. Efektami jego badań było wdrożenie substancji do produkcji przemysłowej u schyłku pierwszej wojny światowej z zamiarem zastosowania jako bojowy środek trujący. Nie użyto luizytu w czasie działań wojennych.